# عائلة البديري
عائلة البديري هي عائلة مقدسية تنسب لابن حبيش وهو الجد الرابع للشيخ البديري، وقد عرفت بهذا الاسم في القرن الحادي عشر، وقد سكنت عائلة ابن حبيش مدينة القدس قبل الشيخ محمد وهو العالم المعروف بالقدس قبل القرن الثالث عشر الهجري بمائة وخمسين إلى مائتي سنة. تمركزت عائلة البديري في منطقة باب حطة، وسكنت جماعة منهم المدرسة الحسينية غرب المسجد الأقصى، منهم من عَمِل في مهنة الباشا ومنهم في مهنة النقيب في القدس. وكانت عائلة ثرية والثراء لديها متوارث، وكانوا أفراد العائلة يلقبوا بالباشا والنقيب دلالة على مكانة العائلة بالبلدة، وفي عصر الشيخ محمد وفيما بعده أصبحت هذه العائلة تنسب إلى ابن بدير أي إلى الشيخ نفسه على اعتبار أن والده كان يسمى بدير، ثم أضيفت ياء النسبة على عادة العرب لتصبح عائلة البديري. وقد حظيت عائلة البديري بحماية آل الحسيني ودعمهم مما عزز من مكانته. وقد سار أولاده على خطاه، وعرف منهم عبد الله أفندي أحد زعماء ثورة 1834 ضد الحكم المصري.

## مؤسس العائلة
محمد بدير بن سيرين الشهير بابن حبيش الشافعي المقدسي (1747ـ 1805). هو مؤسس الطريقة الصوفية في القدس وفلسطين. أرسله أبوه إلى مصر وهو ابن سبع سنين، فقرأ القرآن وحضر دروس الشيخ عيسى البراوي. وأمضى في القاهرة أعواماً كثيرة يدرس في الأزهر. واتصل بالشيخ محمود الكردي الكوراني (العراقي)، شيخ الطريقة الخلوتية، فأخذها منه حيث لقّنه أسرار الذكر. تولى التدريس والإرشاد في المسجد الأقصى. ولم يقبل المناصب الرسمية فاكتسب احترام الأهالي وتقديرهم. بل لقد ورد اسم البديري أيضاً إلى جانب المفتي أبو السعود في عدد كبير من الأوامر السلطانية ومراسيم ولاة الشام وعكا أيام الحملة الفرنسية. وقد بقي الشيخ محمد في القدس يدرّس ويعظ حتى وافته المنية في 20 تشرين الثاني 1805، فدُفن في داره التي بقيت مسكناً لأفراد العائلة وزاوية للصوفية. ويُنسب إليه سبيل البديري أو سبيل الشيخ بدير، والذي يُعرف أيضاً بسبيل عثمان بك، في القسم الشمالي الغربي لساحة المسجد الأقصى وتبعد حوالي 20 متراً إلى الجنوب الشرقي من باب الناظر. ويرجح الباحثون أن يكون سبب هذه التسمية هو تملّك وإقامة الشيخ بدير في زاوية تقع قبالة هذا السبيل. كتب محمد البديري عدة مؤلفات في شؤون الدين والأدب حُفظت كمخطوطات في مكتبته التي سميت فيما بعد مكتبة البديري التي أصبحت من مكتبات القدس المعتبرة التي كان فيها ألف مخطوط.

## قصيدته
نظم البديري الكثير من الشعر الذي اندثر بسبب الظروف وعدم العناية بالطباعة والنسخ في تلك الأيام. ومما يدلل على اهتمامه بالشعر أنه حين أراد أن يمدح أحمد باشا الجزار بعد صموده في عكا بوجه نابليون لم يكتب رسالة أو خطبة، بل نظم قصيدة اشتهرت وعمّت الأمصار، وهي قصيدة تتألف من 157 بيتاً من البحر البسيط، وقد أثبت القصيدة الباحث محمد سعيد رمان في كتابه (أخبار الحملة الفرنسية على مصر وفلسطين في سجلات محكمة القدس الشرعية). حيث تحدث فيها البديري عن المصيبة النازلة بالمسلمين بوصول الفرنسيين إلى بلاد الشام، وقال إنها لما توجّهت إلى عكا أرسل الله عليها شهب انتقامه، ومكّن منها أعناقها بحسامه فرُدّت خاسئة خاسرة، ويقول فيها:
اللهُ أكبرُ دينُ اللهِ قَد نُصِرا               وَأَشرقَ النَّصرُ في الآفاقِ وانتَشَرا
وكانَ هَذا بِفضلِ اللهِ مُنتَظَراً                     بِنَصرِ أحمدَ باشا سَيَّدِ الوُزَرَا
الله أكبر ما عكا ووقعتها                                 إلا كوقعة بدرٍ زادها كبرا

## أعلام بارزون
- خليل البديري، وهو مؤلف وطبيب فلسطيني
- محمد أفندي البديري، عالم مسلم ومتصوف فلسطيني.
- فاطمة البديري، إعلامية فلسطينية.
- جيفارا البديري، صحافية فلسطينية.
- موسى البديري، عمل قاضيا في القدس.
- مصباح البديري، عسكري فلسطيني.
- خليل بديري ، طبيب ومؤلف.[6]
- كامل البديري، سياسي.[7]